# ミハイル・ディテリフス

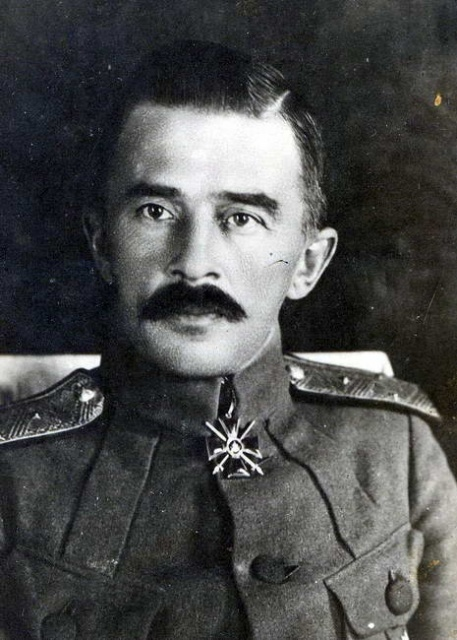
ミハイル・ディテリフス

ミハイル・ディテリフス（Михаил Константинович Дитерихс、ラテン文字表記：Mikhail DieterichsまたはDiterikhs、1874年4月5日 - 1937年10月8日）は、帝政ロシアの軍人。ロシア内戦時の白軍の指導者。中将。

## 経歴
1894年、パジェ幼年団（貴族幼年学校）、1900年、ニコライ参謀本部アカデミーを卒業。1910年4月からキエフ軍管区参謀長先任副官、1913年6月から参謀本部の班長。   
1914年8月23日の動員の際、最高司令官附属の文書事務・委任将官代行に任命され、ロシア軍の作戦の各種様相の分析に従事した。1914年9月から第3軍参謀部補給総監となり、クラコフの戦いの時、参謀長を代行した。1915年4月、南西戦線の軍参謀部補給総監に任命。アレクセイ・ブルシーロフ将軍を補佐し、ブルシーロフ攻勢の準備において大きな役割を果たした。1916年5月、テサアロニキ戦線派遣を目的とした第2特別歩兵旅団の長に任命。1917年7月、ロシアに召還され、ペトログラード軍管区参謀部に編入。1917年9月、最高司令官附属補給総監に任命。   
1917年11月、ウクライナに逃亡し、チェコ軍団参謀長に就任した。1919年1月、アレクサンドル・コルチャークの委任より、皇帝一家殺害事件調査委員会を率いる。1919年1月から西部戦線参謀長。1919年7月11日～22日、シベリア独立軍司令官。1919年7月22日～11月4日、東部戦線司令官となり、同年8月10日～10月、最高統治者参謀長、8月10日～27日、軍事相を兼任。   
コルチャーク軍の敗北後、ハルビンに移住。メルクーロフ政権の崩壊後、1922年6月1日、臨時沿アムール政府の軍司令官に就任。1922年8月8日、集会により沿海地方の地方軍司令官兼統治者として認められる。1922年9月～10月、ディテリフスの部隊は赤軍に撃破され、自身は中国に亡命した。   
1930年6月19日、ハンジン将軍とロシア全軍連合極東支部長を交代。在上海将校団名誉会員。

## 著書
- 「ウラルでの皇帝一家とロマノフ家一族の殺害」（Убийство Царской семьи и членов Дома Романовых на Урале）

## 参考資料
- "Кто был кто во второй мировой войне. Союзники Германии", Залесский К.А., Москва, 2003